# Московский некрополь
«Московский некрополь» — справочное издание 1907—1908 гг., содержащее ценный биографический, хронологический и генеалогический материал о людях, живших в XIV — начале XX вв. и погребенных в Москве.

## История создания
Идея создания переписи русских некрополей принадлежит великому князю Николаю Михайловичу. В течение многих лет он был председателем Исторического и Географического обществ, а также Общества защиты и сохранности памятников истории и старины.
«Московский некрополь» был составлен историками русской литературы, библиографами Владимиром Саитовым и Борисом Модзалевским. Для создания справочника были изучены уцелевшие надгробные надписи и множество печатных источников.
Материал по кладбищам собирался в летнее время 1904—1906 годов. За этот период времени в систематическом порядке были описаны все упраздненные и действующие кладбища Москвы, как православные, так и иноверческие.
Издание было выпущено в Санкт-Петербурге в типографии М. М. Стасюлевича в 1907—1908 годах.

## Содержание
В «Московский некрополь» были включены персоналии с самым разным общественным положением. В нём можно встретить сведения о первостепенных и второстепенных деятелях России, в том числе и о людях, не оставивших заметного следа в истории.
Сведения, взятые из печатных источников, помечались звездочкой; издание содержит указания на то, из какого источника сведения были взяты (наибольшее количество ссылок дано на «Путеводитель к древностям и достопамятностям московским…», изданный в 1795 году).
Предки дома Романовых, погребенные в Новоспасском монастыре, были выделены в отдельный список под рубрикой: «Романовы».
Указатель составлен в алфавитном порядке, состоит из трех томов.

## Издание
- Московский некрополь. — СПб.: Тип. М. М. Стасюлевича, 1907—1908. Т. 1.: (А — I). — 1907. — XIII, 517, [2] c.
- Московский некрополь. — СПб.: Тип. М. М. Стасюлевича, 1907—1908. Т. 2: (К — П). — 1908. — [2], 486, [1] c.
- Московский некрополь. — СПб.: Тип. М. М. Стасюлевича, 1907—1908. Т. 3: (Р — Ө). — 1908. — [2], 432 c.

## Переиздание
В 2006 году издательством «Альфарет» совместно с Библиотекой Российской академии наук было осуществлено переиздание «Московского некрополя» в трех вариантах исполнения указателя: в мягком переплете, в твердом переплете, с обложкой из натуральной кожи.